# Baltazarovo putování
Baltazarovo putování (fr. orig. Le Périple de Baldassare) je název románu francouzsky píšícího spisovatele libanonského původu Amina Maaloufa. Román vyšel ve francouzštině roku 2000, do češtiny byl přeložen Veronikou Sysalovou a vydán v roce 2003.
Hlavní hrdina románu, Baltazar Embriaco, obchodník se starožitnostmi žijící ve vesnici Džubajl, popisuje formou deníkových záznamů od srpna 1665 do konce roku 1666 svoje putování za tajemnou knihou, která má podle legendy moc odvrátit jakékoli nebezpečí.

## Děj
Román je psán formou deníkových záznamů od 23. srpna 1665 do 31. prosince 1966. Je rozdělen do čtyř částí, které odpovídají jednotlivým sešitům, do nichž si Baltazar vede deník.

### Sešit první: Sté jméno (23. 8. - 28. 11. 1665)
Baltazar Embriaco je vyhlášený obchodník se starožitnostmi a vzácnými knihami ve vesnici Džubajl na břehu Středozemního moře. Jeho rodina pocházela z italského Janova a do Levanty se dostala spolu s křižáky v 11. století. Za pomoc při dobytí Tripolisu získal Baltazarův předek do správy džubajlské panství. Poté, co byli Embriacové o dvě století později nuceni panství odevzdat mamlúkům, odešli z Levanty a usídlili se v různých středomořských přístavech. Baltazarův předek se ale rozhodl v Džubajlu zůstat. Baltazar je tedy, stejně jako jeho předkové, křesťanem katolického vyznání a ačkoli žije obklopen muslimskou většinou, obléká se jako Janovan a dodržuje janovské tradice. Ovládá italštinu, spisovnou arabštinu, místní džubajlský dialekt, latinu, dokáže se ale dorozumět také řecky, turecky, francouzsky a anglicky. Má čtyřicet let, je bezdětný vdovec, žije spokojeným, usedlým způsobem života, předpokládá, že jednou předá obchod svým synovcům Džábirovi (přezdívanému "Búma" – sýček) a Habíbovi.
15. srpna 1665 je Baltazarovi darována starým chudákem Idrísem kniha Zjevení skrytého jména od Abú Máhira al-Mázandaráního. Kniha je obecně známa jako Sté jméno, přičemž název odkazuje k devadesáti devíti jménům Boha zmíněným v Koránu a legenda říká, že je v knize skryto "nejvyšší jméno, jež stačí vyslovit a jakékoli nebezpečí bude zažehnáno a přízeň nebes zajištěna" (s. 12). Vzhledem k tomu, že rok 1666 je Baltazarovými současníky považován za rok Šelmy, tedy rok, kdy nastane apokalypsa, mnoho lidí podléhá strachu a snaží se knihu získat. Přestože si Baltazar není jistý, zda je kniha pravá, ve chvíli nerozvážnosti knihu prodá ještě téhož dne francouzskému vyslanci Huguovi de Marmontel. Když jde s utrženými penězi za Idrísem, zjistí, že stařec zemřel. Pronásledován výčitkami svědomí, že prodejem darované knihy zavinil smrt starce a že možná od sebe odvrátil možnost záchrany, rozhodne se vydat se se svými synovci a pomocníkem za vyslancem a knihu znovu získat za každou cenu. Ke skupině se 26. srpna připojuje také obyvatelka Džubajlu Marta, aby se pokusila vyřešit svoji situaci vdané ženy, jejíž manžel se před šesti lety, krátce po svatbě, vydal za obchodem se všemi jejími úsporami a od té doby se v Džubajlu neobjevil.
Marta je během cesty vydávána za Baltazarovu ženu, ale teprve cestou se do sebe zamilují a stanou se milenci.
Přes Tripolis a Aleppo Baltazar a jeho družina dorazí na konci října do Konstantinopole. Zjišťuje, že Marmontel zemřel, knihu se mu však nepodaří získat. Marta u konstantinopolských úředníků nezíská informace o smrti anebo místě pobytu manžela. Přesvědčí ale Baltazara, aby se s ní vydal do Smyrny, kde by podle zvěstí mohl její manžel pobývat.
První sešit zanechal Baltazar v Konstantinopoli u přítele Barinelliho.

### Sešit druhý: Šabtajův hlas (29. 11. 1665 - 28. 1. 1666)
Ve Smyrně je Baltazar svědkem působení Šabtaje Cvi, který se prohlásil za mesiáše a ohlašuje konec světa na rok 1666. Také náhodou zjistí, že kniha Sté jméno se nyní možná nachází v Londýně.
Marta oznámí Baltazarovi, že je těhotná. Pátrání po jejím manželovi zavádí Baltazara na ostrov Chios. Své synovce zanechává ve Smyrně v ochraně svého židovského přítele Majmúna, na Chios se vydává pouze s Martou a sluhou Hátimem.

### Sešit třetí: Bezhvězdná noc (3. 4. - 14. 9. 1666)
Druhý sešit zůstal na ostrově Chios, třetí začíná psát v italském Janově. Baltazar s odstupem dvou měsíců popisuje události, které ho donutily přerušit psaní deníku a přivedly do Janova.
Martin manžel skutečně pobýval na ostrově, ale oproti Baltazarovu očekávání Marta u svého manžela zůstala. Ten navíc na Baltazara nastražil léčku: naznačil Baltazarovi, že Martu zabil a on jej pak z této vraždy obvinil. Za křivé obvinění byl pak Baltazar obrán o všechny peníze a ihned vyhoštěn z ostrova. Do Janova tedy Baltazar dorazil sám, na pašerácké lodi. Šťastnou náhodou narazil na bohatého janovského obchodníka Gregoria Mangiavaccu, jehož předci kdysi patřili ke spojencům Embriaců a který si považoval za čest, že může Baltazara ubytovat ve svém domě. Záhy Baltazarovi dokonce nabídl ruku své nejmladší dcery Giacominetty. Baltazar je ale stále zamilovaný do Marty a plánuje, že se vrátí zpět do Džubajlu, aby se opět ujal své živnosti. Nicméně stále váhá, protože návrat do Džubajlu by znamenal vzdát se pátrání po Stém jménu.
Baltazar se nakonec rozhodne odjet do Londýna. Gregorio ho požádá, aby cestou doručil dopis jeho obchodnímu partneru v Lisabonu. Baltazar se plaví na lodi, které velí pověrčivý kapitán. Během plavby se spřátelí s Benátčanem Girolamem Durrazzim a Peršanem, který si říká Alí Isfahán. Přes Menorcu a Tanger dorazí Baltazar do Lisabonu, kde odevzdá Gregoriův dopis. Dopis obsahuje žádost, aby Baltazar převzal velkou finanční částku a doručil ji do Janova. Baltazar pochopí, že se ho Gregorio snaží za každou cenu přimět, aby se na zpáteční cestě zastavil v Janově.
Navzdory varování, že mezi Anglií a Holandskem zuří válka, odplouvá kapitán do Londýna. Cestou je loď obsazena Holanďany. Baltazar se plaví do Amsterdamu jako zajatec Holanďanů, v zajetí (na lodi i na pevnině) stráví téměř padesát dní. Poté, co je loď zbavena nákladu, odplouvá do Londýna.
V Londýně se Baltazar opět pouští do hledání Stého jména. Nalezne jej v hostinci u muže, který si říká kaplan. Protože kaplan neumí arabsky, nabídne Baltazarovi obchod: když mu knihu přečte a přeloží od začátku do konce, může si ji po přečtení odnést. Brzy zjišťuje, že knihu nedokáže číst. Pokaždé když se o to snaží, jakoby se mu zatemnil zrak a nemůže číst. Nakonec je Baltazar nucen předstírat, že knihu překládá a její obsah si vymýšlí.
V Londýně se Baltazar zamiluje do hostinské Bess.
12. září Londýn zachvátí požár.

### Sešit čtvrtý: Vábení Janova (23. 10. - 31. 12. 1666)
Třetí sešit zůstal v Londýně, Baltazar se domnívá, že shořel, a po více než měsíci v Janově popisuje, jak unikl z hořícího Londýna.
Jako cizinec by byl Baltazar Londýňany pravděpodobně lynčován jako původce požáru, a tak musel rychle uprchnout. Před útěkem mu kaplan daruje Sté jméno. Bess pomůže Baltazarovi uprchnout z Londýna, sama ale zůstává v Londýně.
Přes Calais, Paříž, Lyon, Avignon a Nice dorazí Baltazar opět do Janova a ubytuje se u Gregoria.
V Janově se Baltazar potkává s kapitánem, na jehož lodi plul z Chiu do Janova, a dohodnou se, že pojedou spolu na Chios, aby vyrvali Martu a Baltazarovo dítě z rukou krutého manžela. Gregorio si na Baltazarovi vymůže slib, že když nezíská zpět Martu, vezme si jeho dceru Giacominettu a zůstane v Janově.
Na Chiu Marta veřejně prohlásí, že nikdy nebyla těhotná a že chce zůstat se svým manželem na ostrově. Baltazar nevěří, že by s ním Marta nechtěla odjet, dokonce ho napadá, že ho všichni obelhali – Marta, kapitán i Gregorio.
Nakonec se ale Baltazar smiřuje se situací, rozhodne se zůstat v Janově a požádat o roku Gregoriovy dcery.
Poslední zápis do deníku Baltazar dokončuje za svítání 1. ledna 1667. Sté jméno stále nedokáže číst, a tak se rozhodne knihu "nenápadně zasunout do změti svazků v knihovně, aby se jí jednoho dne, za mnoho let, zmocnily jiné ruce a ponořily se do ní jiné oči, které už nebudou zastřené" (s. 318).

## Zajímavosti
- Baltazar je také jméno jednoho ze Tří králů, kteří putovali za Ježíšem. Putování je jedním z hlavních motivů díla.
- Vesnice Džubajl/Gibelet byla starými Řeky nazývána Byblos, což je výraz označující papyrus, ale také spis nebo knihu. Hledání knihy je jedním z hlavních motivů díla.
- I když je postava Baltazara smyšlená, jeho příběh je zasazen do kontextu skutečných historických událostí (požár Londýna, turecký sultanát, anglo-nizozemské války, Šabtaj Cvi…).
- Baltazar popisuje, že text deníku zapisuje šifrovaně, italsky arabským písmem (viz 13. května a 2. září 1666). V knize se objevuje pouze jedna drobná poznámka o tom, že text knihy je překladem (viz 4. června).
- Baltazar se během svého putování spřátelí s několika muži, s nimiž vede dlouhé osobní rozhovory a diskuze: židovský klenotník z Aleppa Majmún Toleitli, Janovan žijící v Konstantinopoli Livio Barinelli, kalabrijský kapitán Domenico, janovský obchodník Gregorio Mangiavacca, Benátčan Girolamo Durrazi, perský princ cestující pod jménem Alí Isfahán, Portugalec žijící v Tangeru Sebastiao Magalhães, Bavořan cestující pod jménem Georg Caminarius.
- Jedním z motivů románu je problematika vícevrstevnaté identity. Tomuto tématu se Maalouf věnuje ve svém eseji Les Identités meurtrières (1998, Vražedné identity).
- "Ve své preciznosti a vytváření mnohovrstevnatého textu připomíná Amin Maalouf přístup Umberta Eca - romanopisce. Ke srovnávání vybízí také dějiště románu Baltazarovo putování, kterým je, stejně jako v Ecově románu Baudolino, východní Středomoří."[4]

## Citace
- Ostatní píší, jak mluví, já píšu, jak mlčím. (7. září 1665, s. 46)
- Vyslovená slova zanechají stopy na srdci, slova zapsaná jsou pohřbená a vychladlá pod schránkou z mrtvé kůže. (14. prosince 1665, s. 130)
- Embriacové na nic nezapomínají a nikdy se ničeho ze své minulosti nezříkají. Válečné výpravy i obchod, sláva i neštěstí, životy se za sebou kupí jako letokruhy na dubovém kmeni, listí na podzim umírá a větve se lámou, ale dub stále zůstává sám sebou. (4. dubna 1666, s. 185)
- Jsem dnešního rána tak rozrušen! Ale musím psát. Musím se chopit pera a vést ho po papíře navzdory všemu. Ať už tento sešit přežije či zanikne v plamenech, budu psát, budu psát dál. (23. října 1666, s. 274)
- Po stopách této knihy jsem procestoval svět po moři i po souši, ale pokud bych měl na konci roku 1666 zhodnotit své putování, jel jsem jen oklikou z Džubajlu do Janova. (31. prosince 1666, s. 318)

## Ocenění
- 2000: Prix des romancières
- 2000: Prix Jacques Audiberti
- 2004 (anglický překlad[5]): International IMPAC Dublin Literary Award (užší výběr)

## Adaptace
- Francouzský komiks vydaný nakladatelstvím Casterman ve třech sešitech v letech 2011-2013: Le centième nom (2011)[6], Un ciel sans étoiles (2012)[7], La tentation de Gênes (2013)[8]. Autorem komiksové adaptace je Joël Alessandra.

## Překlady
- anglicky: Balthasar's Odyssey (2002)
- arabsky: رحلة بالداسار [rihlat báldásár] (2000)
- bulharsky: Странстванията на Валтасар (2004)
- česky: Baltazarovo putování (2003)
- galicijsky: A viaxe de Baldassare (2000)
- italsky: Il periplo di Baldassarre (2000)
- maďarsky: Baldassare nagy utazása (2003)
- německy: Die Reise des Herrn Baldassare (2001)
- nizozemsky: De Omzwervingen Van Baldassare (2003)
- norsky: Baldassares rundreise (2001)
- portugalsky: O Périplo de Baldassare (2002)
- řecky: Ο περίπλους του Βαλτάσαρ (2003)
- španělsky: El viaje de Baldassare (2000)
- turecky: Yüzüncü Ad: Baldassare'nin Yolculuğu (2009)